# Адлер-Ольсен, Юсси
Карл Вальдемар Юсси Генри Адлер-Ольсен (род. 2 августа 1950[…], Копенгаген) — датский писатель, издатель, редактор и переводчик, автор детективных романов. Его книги были переведены на более чем 40 языков, а общий тираж превысил 23 миллиона экземпляров.

## Биография
Юсси Адлер-Ольсен родился в семье психиатра, сначала изучал медицину, социологию, политическую историю и киноискусство, работал в различных профессиях, в том числе директором в издательствах, редактором и композитором. Он также работал координатором датского движения за мир, в правлении DK Technologies A/S в Копенгагене и Solarstocc AG в Кемптене.
В 1997 году вышел его первый триллер «Дом алфавита», который был издан в Нидерландах (2000), а также в Швеции (2000), Финляндии (2000), Испании (2004), Южной Америке, Норвегии и Германии (2012), где он занимал высокие места в списках бестселлеров. То же самое касается его двух международных триллеров «И она поблагодарила богов» и «Вашингтонский указ».
Прорыв в его родной Дании произошёл в 2007 году с романом «Женщина в клетке», который стал первым делом для Карла Мёрка из Специального отдела Q. Главный герой — комиссар Карл Мёрк — один из лучших следователей в Копенгагене. Из-за инцидента с двумя его коллегами он впал в депрессию и вместе со своим помощником, сирийцем Асадом, был отправлен во вновь созданный отдел «Q», который занимается расследованием нераскрытых дел. Одно из них заинтриговало его — пропавшая без вести депутат из Фолькетинга Мереде, была объявлена мертвой. Книга была удостоена премии «Барри» за лучший криминальный роман года, изданный в США и Канаде. В 2013 году книга была экранизирована. Немецкое издание достигло 2 места в списке бестселлеров журнала Spiegel (по состоянию на 13 сентября 2010 года). С момента выхода бестселлера «Охотники на фазанов», второго романа в цикле книг о Мёрке, Адлер-Ольсен считается самым продаваемым датским автором детективов. Немецкое издание заняло первое место в списке бестселлеров Spiegel (по состоянию на 6 сентября 2010 года).
Серия о Карле Мёрке также была экранизирована. С 2013 года было экранизировано шесть книг о Карле Мёрке из Специального отдела Q. В 2025 году состоялась премьера сериала от Netflix «Отдел нераскрытых дел». Была экранизирована первая книга, при этом действие перенесено из Копенгагена в шотландский Эдинбург.
Адлер-Ольсен женат и имеет взрослого сына. Семья жила до 2016 года в Аллерёде, затем — в Копенгагене-Вальби. В свободное время он с удовольствием восстанавливает старые здания и исполняет свою музыку.
В 2018 году вышла первая биография о Юсси Адлер-Ольсене: «Многообразные жизни Юсси Адлер-Ольсена», написанная датским журналистом Йонасом Лангвадом Нильссоном.
В начале февраля 2025 года Адлер-Ольсен объявил, что у него неизлечимый рак костного мозга.

## Критика
К роману «Обещание. Безграничный»: «При всей мрачности, которую несет смерть молодой девушки и самоубийство коллеги, комизм тоже не остается в стороне. Это тонкая грань, которую удается пройти, — великое искусство Адлера».